# Astragalus austroargentinus
Astragalus austroargentinus är en ärtväxtart som beskrevs av Gomez-sosa. Astragalus austroargentinus ingår i släktet vedlar, och familjen ärtväxter. Inga underarter finns listade i Catalogue of Life.